# Vyšné Valice
Vyšné Valice, ungarisch Felsővály (bis 1971 slowakisch „Nižné Valice“) ist eine Gemeinde in der südlichen Mittelslowakei mit 255 Einwohnern (Stand 31. Dezember 2024), die im Okres Rimavská Sobota, einem Kreis des Banskobystrický kraj, liegt und zur traditionellen Landschaft Gemer gehört.

## Geographie

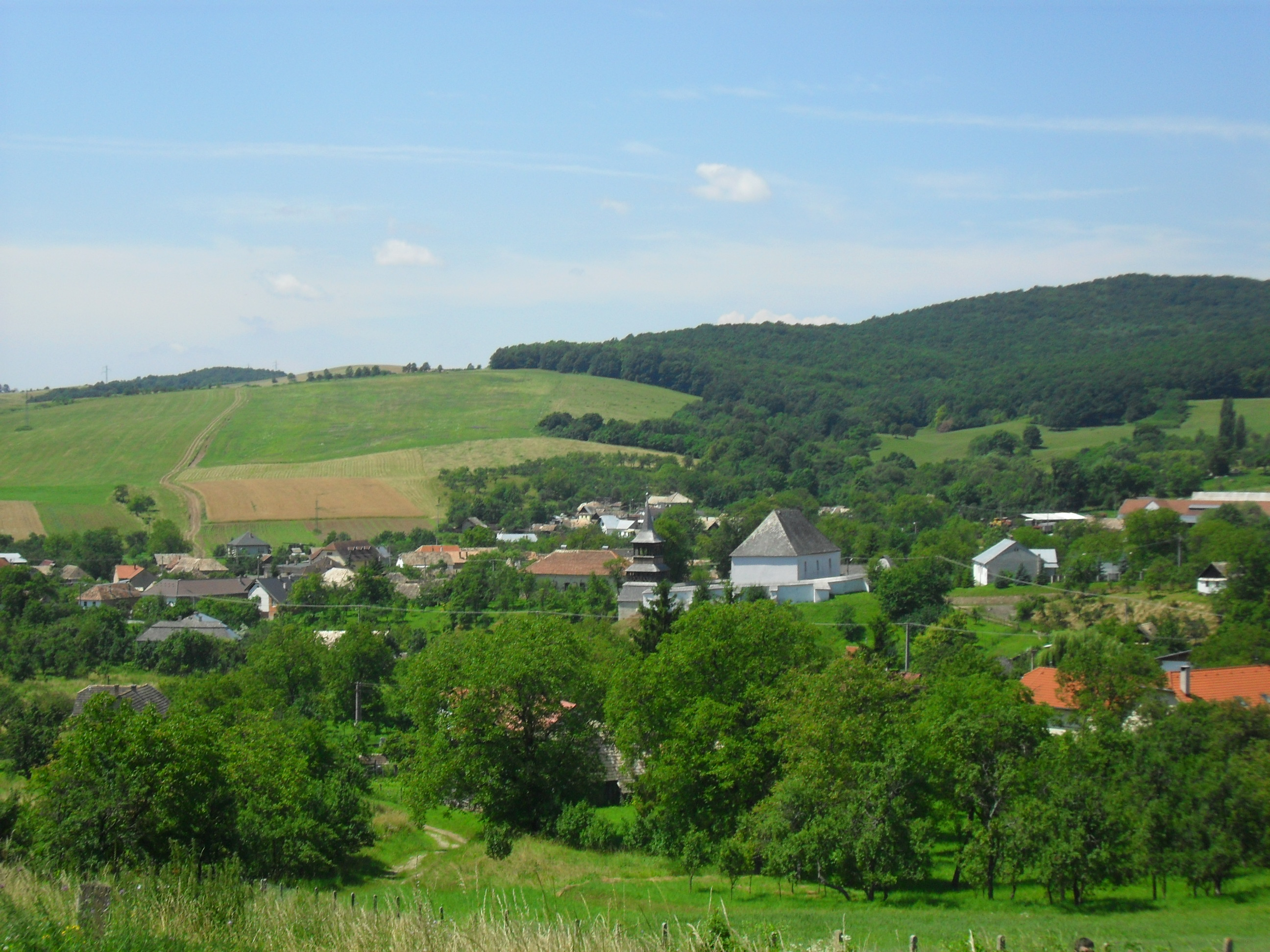
Blick auf Vyšné Valice

Die Gemeinde befindet sich am Übergang vom Talkessel Rimavská kotlina (Teil der größeren Einheit Juhoslovenská kotlina) in das nördlich gelegene Bergland Revúcka vrchovina im Slowakischen Erzgebirge, im Quellbereich des Bachs Kaloša im Einzugsgebiet der Slaná. Das Ortszentrum liegt auf einer Höhe von 230 m n.m. und ist 17 Kilometer von Tornaľa sowie 29  Kilometer von Rimavská Sobota entfernt.
Zur Gemeinde gehören auch die ehemals selbständigen Orte Bikseg (nach 1882 eingemeindet, ungarisch Bikszög) und Gregorovce (1995 aus der Gemeinde Valice eingemeindet, ungarisch Kisgergelyfalva).
Nachbargemeinden sind Skerešovo und Polina im Norden, Rašice im Nordosten, Valice im Osten und Süden, Uzovská Panica im Südwesten, Veľký Blh im Westen sowie Hostišovce und Chvalová im Nordwesten.

## Geschichte

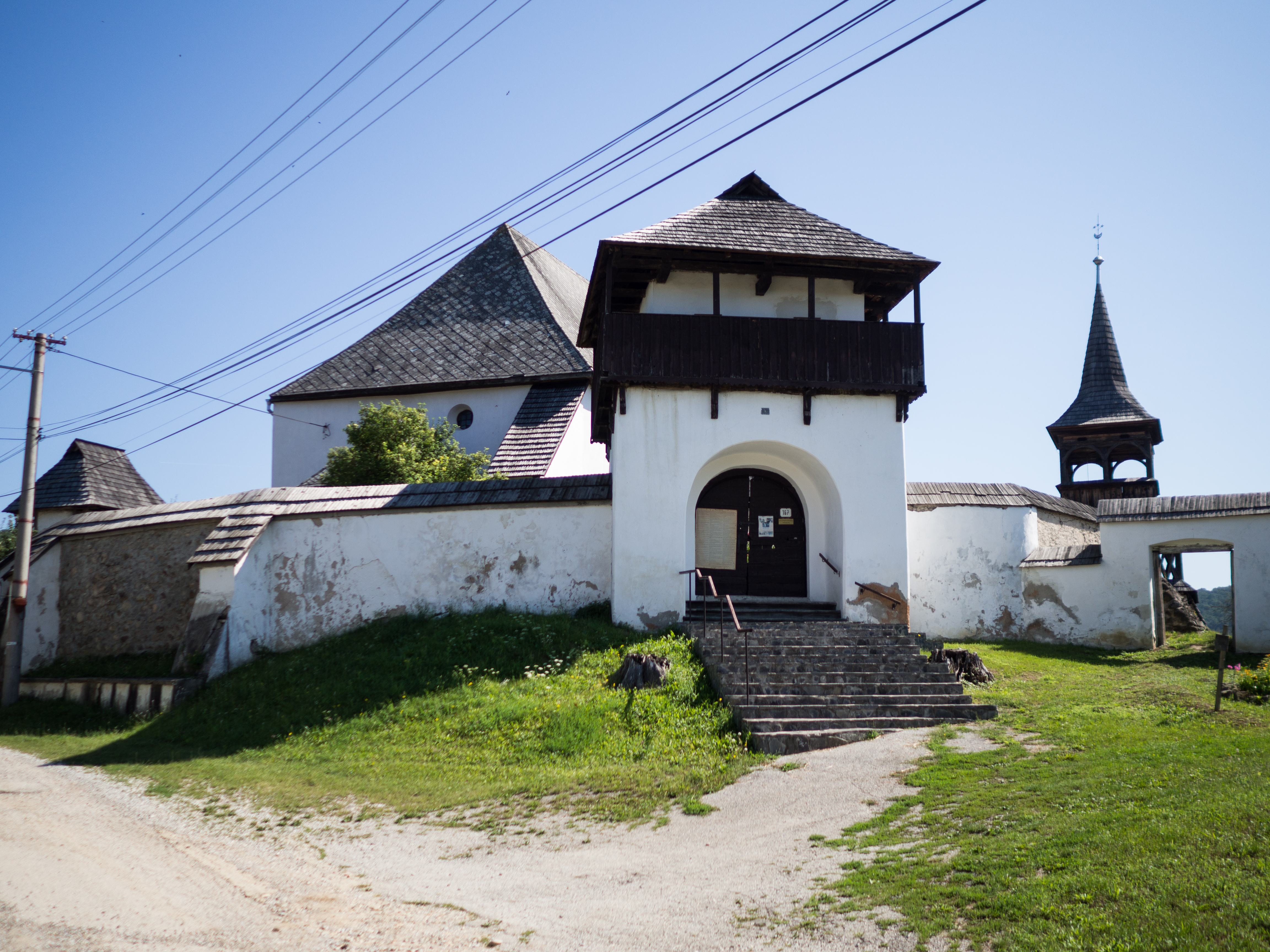
Kirche und Glockenturm

Vyšné Valice wurde zum ersten Mal 1332–37 als Val schriftlich erwähnt. Neben leibeigenen Bauernfamilien erschienen im 18. Jahrhundert auch Untermieter, 1828 gab es 12 Untermieterfamilien. 1828 zählte man 59 Häuser und 502 Einwohner, die als Landwirte beschäftigt waren.
Bis 1918/19 gehörte der im Komitat Gemer und Kleinhont liegende Ort zum Königreich Ungarn und kam danach zur Tschechoslowakei beziehungsweise heute Slowakei. Nach dem Ersten Weltkrieg waren neben Landwirtschaft Obst- und Weinbau Haupteinnahmequellen der Bevölkerung. Auf Grund des Ersten Wiener Schiedsspruchs lag der Ort von 1938 bis 1944 noch einmal in Ungarn. 
Von 1971 bis 1990 war Vyšné Valice Teil der Gemeinde Valice.

## Bevölkerung
| Jahr                | 1994 | 2004     | 2014     | 2024     |
| ------------------- | ---- | -------- | -------- | -------- |
| Anzahl der Personen | 199  | 322      | 287      | 255      |
| Unterschied         |      | +61,80 % | −10,86 % | −11,14 % |

| Jahr                | 2023 | 2024    |
| ------------------- | ---- | ------- |
| Anzahl der Personen | 259  | 255     |
| Unterschied         |      | −1,54 % |

Gemäß der Volkszählung 2011 wohnten in Vyšné Valice 331 Einwohner, davon 260 Magyaren, 28 Slowaken, 10 Roma und sechs Tschechen. 27 Einwohner machten keine Angabe zur Ethnie. 
160 Einwohner bekannten sich zur reformierten Kirche, 90 Einwohner zur römisch-katholischen Kirche, 27 Einwohner zur Evangelischen Kirche A. B., acht Einwohner zur Evangelischen Kirche A. B., drei Einwohner zu den Zeugen Jehovas und zwei Einwohner zu den Baptisten. 33 Einwohner waren konfessionslos und bei 35 Einwohnern wurde die Konfession nicht ermittelt.

## Baudenkmäler
- reformierte Kirche im gotischen Stil aus dem 15. Jahrhundert, 1620 im Renaissancestil gestaltet und nach einem Brand im Jahr 1777 umgebaut[6]
- Glockenturm im Renaissancestil aus dem 17. Jahrhundert, nach 1777 umgebaut